# Poecilarcys
Poecilarcys is een monotypisch geslacht van spinnen uit de  familie van de wielwebspinnen (Araneidae).

## Soort
- Poecilarcys ditissimus Simon, 1885